# Baždarni bozoni
Baždarni bozoni su bozoni koji deluju kao prenosnici fundamentalnih interakcija, što se detaljnije može opisati tako da elementarne čestice čija međudelovanja opisuje baždarna teorija jedne na drugu deluju silom tako da između sebe razmenjuju baždarne bozone, obično u obliku virtualnih čestica.
U Standardnom modelu poznate su tri vrste baždarnih bozona: fotoni, W i Z bozoni, te gluoni. Svaki su od njih odgovorni za jedno međudelovanje: fotoni su baždarni bozoni elektromagnetske sile, W i Z bozoni prenose slabu nuklearnu silu, a gluoni jaku nuklearnu silu. Za gravitaciju se takođe pretpostavlja da bi se mogla prenositi hipotetskim baždarnim bozonom koji je nazvan graviton.
Svi poznati baždareni bozoni imaju spin od 1; poređenja radi, Higsov bozon ima spin nula. Stoga su svi baždareni bozoni vektorski bozoni. Baždareni bozoni se razlikuju od ostalih vrsta bozona: prvo, fundamentalni skalarni bozoni (Higsov bozon); drugo, mezoni, koji su kompozitni bozoni, napravljeni od kvarkova; treće, veći kompozitni bozoni koji ne nose silu, poput pojedinih atoma.

## Baždarni bozoni u Standardnom modelu
Standardni model fizike elementarnih čestica prepoznaje četiri vrste baždarenih bozona: fotoni koji nose elektromagnetnu interakciju; V i Z bozoni, koji nose slabu interakciju; i gluoni, koji nose snažnu interakciju.
Izolovani gluoni se ne javljaju, jer su naelektrisani bojom i podložni ograničavanju boje.

### Mnogostrukost baždarenih bozona
U kvantizovanoj baždarenoj teoriji, baždareni bozoni merača su kvanti baždarenih polja. Shodno tome, postoji onoliko baždarenih bozona koliko ima generatora baždarenog polja. U kvantnoj elektrodinamici, baždarena grupa je U(1); u ovom jednostavnom slučaju postoji samo jedan baždareni bozon, foton. U kvantnoj hromodinamici, složenija grupa SU(3) ima osam generatora, što odgovara setu od osam gluona. Tri W i Z bozona odgovaraju (otprilike) trima generatorima SU(2) u GWS teoriji.

### Masivni baždareni bozoni
Iz tehničkih razloga koji uključuju baždarenu nepromenljivost, baždareni bozoni su matematički opisani jednačinama polja za čestice bez mase. Prema tome, na naivnom teoretskom nivou, svi baždareni bozoni moraju biti bez mase, a sile koje opisuju moraju biti dugosežne. Sukob između ove ideje i eksperimentalnih dokaza da slabe i jake interakcije imaju vrlo kratak opseg zahteva dalji teorijski uvid.
Prema Standardnom modelu, W i Z bozoni dobijaju masu pomoću Higsovog mehanizma. U Higsovom mehanizmu, četiri baždarena bozona (simetrije SU(2)×U(1)) objedinjene elektroslabe interakcije sprežu se sa Higsovim poljem. Ovo polje prolazi kroz spontano narušavanje simetrije zbog oblika svog potencijala interakcije. Kao rezultat toga, svemir je prožet nenultim Higsova vakumskim očekivanim vrednostima (VEV). Ove VEV se spajaju sa tri elektroslaba baždarena bozona (tipova W i Z), dajući im masu; preostali baždareni bozon ostaje bez mase (foton). Ova teorija takođe predviđa postojanje skalarnog Higsovog bozona, što je primećeno u eksperimentima na LHC.

## Izvan standardnog modela

### Velike ujedinjavajuće teorije
Džordži-Glašov model predviđa dodatne baždarene bozone nazvane X i Y bozoni. Hipotetični X i Y bozoni posreduju u interakcijama između kvarkova i leptona, što narušava očuvanje barionskog broja i izaziva propadanje protona. Takvi bozoni bi zbog kršenja simetrije bili čak masivniji od W i Z bozona. Analiza podataka prikupljenih iz takvih izvora kao što je Super-Kamiokandov detektor neutrina nije dala nikakve dokaze o postojanju X i Z bozona.

### Gravitoni
Četvrtu osnovnu interakciju, gravitaciju, takođe može da nosi bozon, nazvan graviton. U nedostatku eksperimentalnih dokaza i matematički koherentne teorije kvantne gravitacije, nepoznato je da li bi ovo bio baždareni bozon ili ne. Ulogu baždarene invarijantnosti u opštoj relativnosti igra slična simetrija: diferencijalna invarijantnost.

### W' i' bozoni
W' i Z' bozoni se odnose na hipotetičke nove baždarene bozone (nazvana po analogiji sa W i Z bozonima Standardnog modela).

## Literatura
- B.A. Schumm (2004). Deep Down Things: The Breathtaking Beauty of Particle Physics. Johns Hopkins University Press. ISBN 978-0-8018-7971-5.
- „The Standard Model of Particle Physics Interactive Graphic”.
- I. Aitchison; A. Hey (2003). Gauge Theories in Particle Physics: A Practical Introduction. Institute of Physics. ISBN 978-0-585-44550-2.
- W. Greiner; B. Müller (2000). Gauge Theory of Weak Interactions. Springer. ISBN 978-3-540-67672-0.
- G.D. Coughlan; J.E. Dodd; B.M. Gripaios (2006). The Ideas of Particle Physics: An Introduction for Scientists. Cambridge University Press.
- D.J. Griffiths (1987). Introduction to Elementary Particles. John Wiley & Sons. ISBN 978-0-471-60386-3.
- G.L. Kane (1987). Modern Elementary Particle Physics. Perseus Books. ISBN 978-0-201-11749-3.
- T.P. Cheng; L.F. Li (2006). Gauge theory of elementary particle physics. Oxford University Press. ISBN 978-0-19-851961-4. Highlights the gauge theory aspects of the Standard Model.
- J.F. Donoghue; E. Golowich; B.R. Holstein (1994). Dynamics of the Standard Model. Cambridge University Press. ISBN 978-0-521-47652-2. Highlights dynamical and phenomenological aspects of the Standard Model.
- L. O'Raifeartaigh (1988). Group structure of gauge theories. Cambridge University Press. ISBN 978-0-521-34785-3.
- Nagashima, Yorikiyo (2013). Elementary Particle Physics: Foundations of the Standard Model, Volume 2. Wiley. ISBN 978-3-527-64890-0. 920 pages.
- Schwartz, Matthew D. (2014). Quantum Field Theory and the Standard Model. Cambridge University. ISBN 978-1-107-03473-0. 952 pages.
- Langacker, Paul (2009). The Standard Model and Beyond. CRC Press. ISBN 978-1-4200-7907-4.  670 pages.  Highlights group-theoretical aspects of the Standard Model.
- E.S. Abers; B.W. Lee (1973). „Gauge theories”. Physics Reports. 9 (1): 1—141. Bibcode:1973PhR.....9....1A. doi:10.1016/0370-1573(73)90027-6.
- M. Baak;  . (2012). „The Electroweak Fit of the Standard Model after the Discovery of a New Boson at the LHC”. The European Physical Journal C. 72 (11): 2205. Bibcode:2012EPJC...72.2205B. S2CID 15052448. arXiv:1209.2716 . doi:10.1140/epjc/s10052-012-2205-9.
- Y. Hayato;  . (1999). „Search for Proton Decay through p → νK+ in a Large Water Cherenkov Detector”. Physical Review Letters. 83 (8): 1529—1533. Bibcode:1999PhRvL..83.1529H. S2CID 118326409. arXiv:hep-ex/9904020 . doi:10.1103/PhysRevLett.83.1529.
- S.F. Novaes (2000). „Standard Model: An Introduction”. arXiv:hep-ph/0001283 .
- D.P. Roy (1999). „Basic Constituents of Matter and their Interactions – A Progress Report”. arXiv:hep-ph/9912523 .
- F. Wilczek (2004). „The Universe Is A Strange Place”. Nuclear Physics B: Proceedings Supplements. 134: 3. Bibcode:2004NuPhS.134....3W. S2CID 28234516. arXiv:astro-ph/0401347 . doi:10.1016/j.nuclphysbps.2004.08.001.
- Georgi, Howard (1999), Lie algebras in particle physics, Perseus Books Group, ISBN 978-0-7382-0233-4.
- Christman, J. Richard (2001), „Colour and Charm” (PDF), www.physnet.org, Project PHYSNET, document MISN-0-283.
- Hawking, Stephen (1998), A Brief History of Time, Bantam Dell Publishing Group, ISBN 978-0-553-10953-5.
- Close, Frank (2007), The New Cosmic Onion, Taylor & Francis, ISBN 978-1-58488-798-0.
- Wu, T.-Y.; Pauchy Hwang, W.-Y. (1991). Relativistic quantum mechanics and quantum fields. World Scientific. стр. 321. ISBN 978-981-02-0608-6.
- Muta, T. (2009). Foundations of Quantum Chromodynamics: An introduction to perturbative methods in gauge theories. Lecture Notes in Physics. 78 (3rd изд.). World Scientific. ISBN 978-981-279-353-9.
- Smilga, A. (2001). Lectures on quantum chromodynamics. World Scientific. ISBN 978-981-02-4331-9.
- Pauli, Wolfgang (1941). „Relativistic Field Theories of Elementary Particles”. Rev. Mod. Phys. 13: 203—32. Bibcode:1941RvMP...13..203P. doi:10.1103/revmodphys.13.203.
- Yang C. N., Mills R. L. (1954). „Conservation of Isotopic Spin and Isotopic Gauge Invariance”. Phys. Rev. 96: 191—195. Bibcode:1954PhRv...96..191Y. doi:10.1103/PhysRev.96.191 .
- Donaldson, Simon K. (1983). „Self-dual connections and the topology of smooth 4-manifolds”. Bull. Amer. Math. Soc. 8 (1): 81—83. MR 0682827. doi:10.1090/S0273-0979-1983-15090-5 .
- Pickering, A. (1984). Constructing Quarks. University of Chicago Press. ISBN 0-226-66799-5.